# Michelangelo Cerquozzi

Michelangelo Cerquozzi, Sankt Martin och tiggaren.

Michelangelo Cerquozzi, född den 18 februari 1602 i Rom, död där den 6 april 1660, var en italiensk konstnär.
Cerquozzi utbildades i hemstaden som lärjunge till Cavalier d'Arpino men övergick senare till folklivsskildringar i Pieter van Laers stil, så kallade bambocciader. Han var även en flitig bataljmålare och fick på grund av detta tillnamnet Michelangelo delle battaglie. Som folklivsskildrare ansågs han som en främste på sin tid i Italien. Han färgton är blåbrun, och han verkar som naturalisterna på den tiden, med starka dagrar och skuggor. Crequozzi månade även frukt- och blomsterstycken. Masanieniellos uppror, ett av hans verkstads verk, finns på Palazzo Spada i Rom. Två bambocciader av Cerquozzi finns även på Nationalmuseum.